# Ruhuhu-formatie

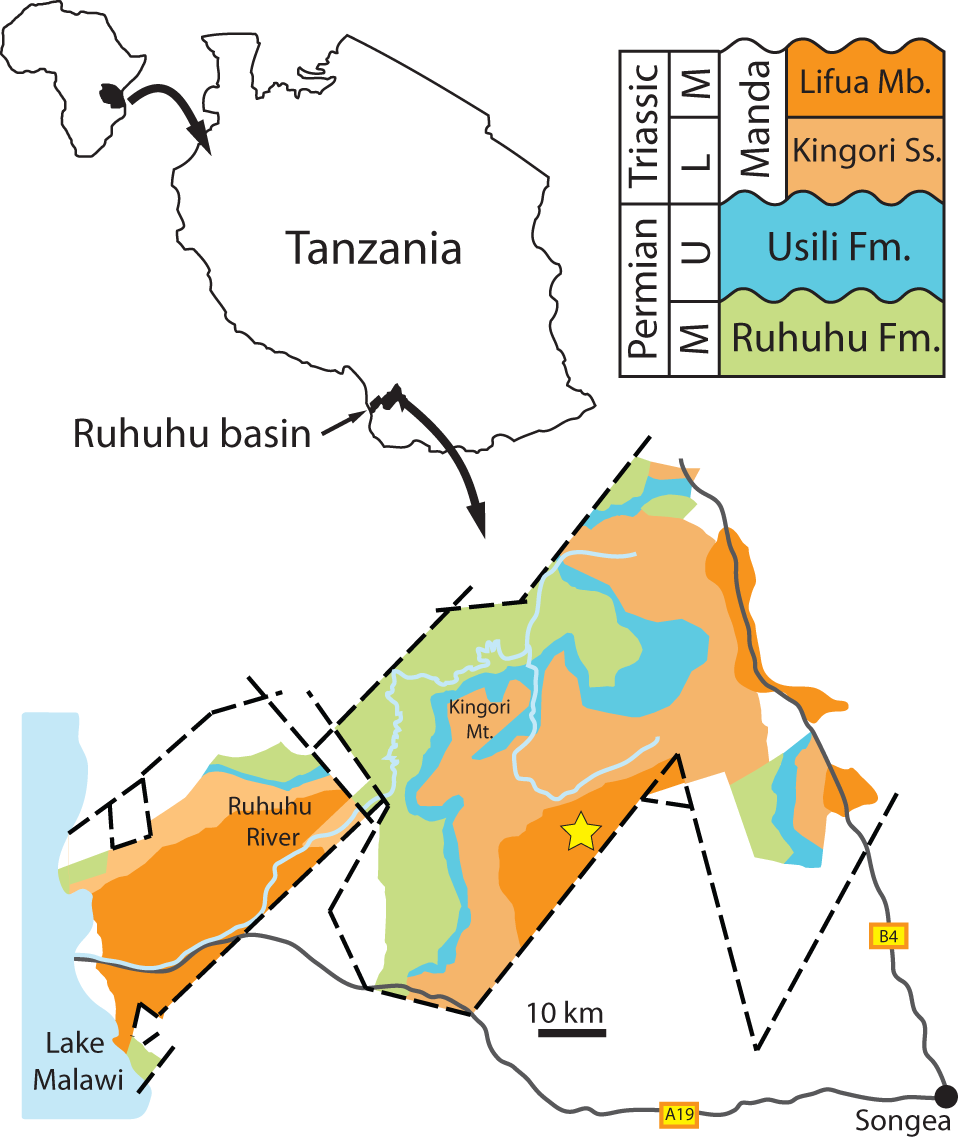
Locatie van de Ruhuhu-formatie in het Ruhuhu-bekken.

De Ruhuhu-formatie is een geologische formatie in Tanzania die afzettingen uit het Midden-Perm omvat.  Het ligt in het Ruhuhu-bekken aan de noordoostzijde van het Malawimeer.
Er zijn in de Ruhuhu-formatie fossielen gevonden van amfibieën uit de Temnospondyli, de dicynodonten Abajudon, Endothiodon en een nauwe verwant, en een niet nader te classificeren vertegenwoordiger van de Tapinocephalidae uit de Dinocephalia. 
De Ruhuhu-formatie wordt gevolgd door de Usili-formatie uit het Laat-Perm. 